# R-4 (Montenegro)
De R-4 of Regionalni Put 4 is een regionale weg in Montenegro. De weg loopt van Mojkovac via Đurđevića Tara naar Pljevlja en is 84 kilometer lang. 
De R-4 loopt voor een groot gedeelte door het dal van de rivier Tara. Bij Đurđevića Tara steekt de weg deze rivier over door middel van de Đurđevića-Tarabrug, een boogbrug uit 1940.

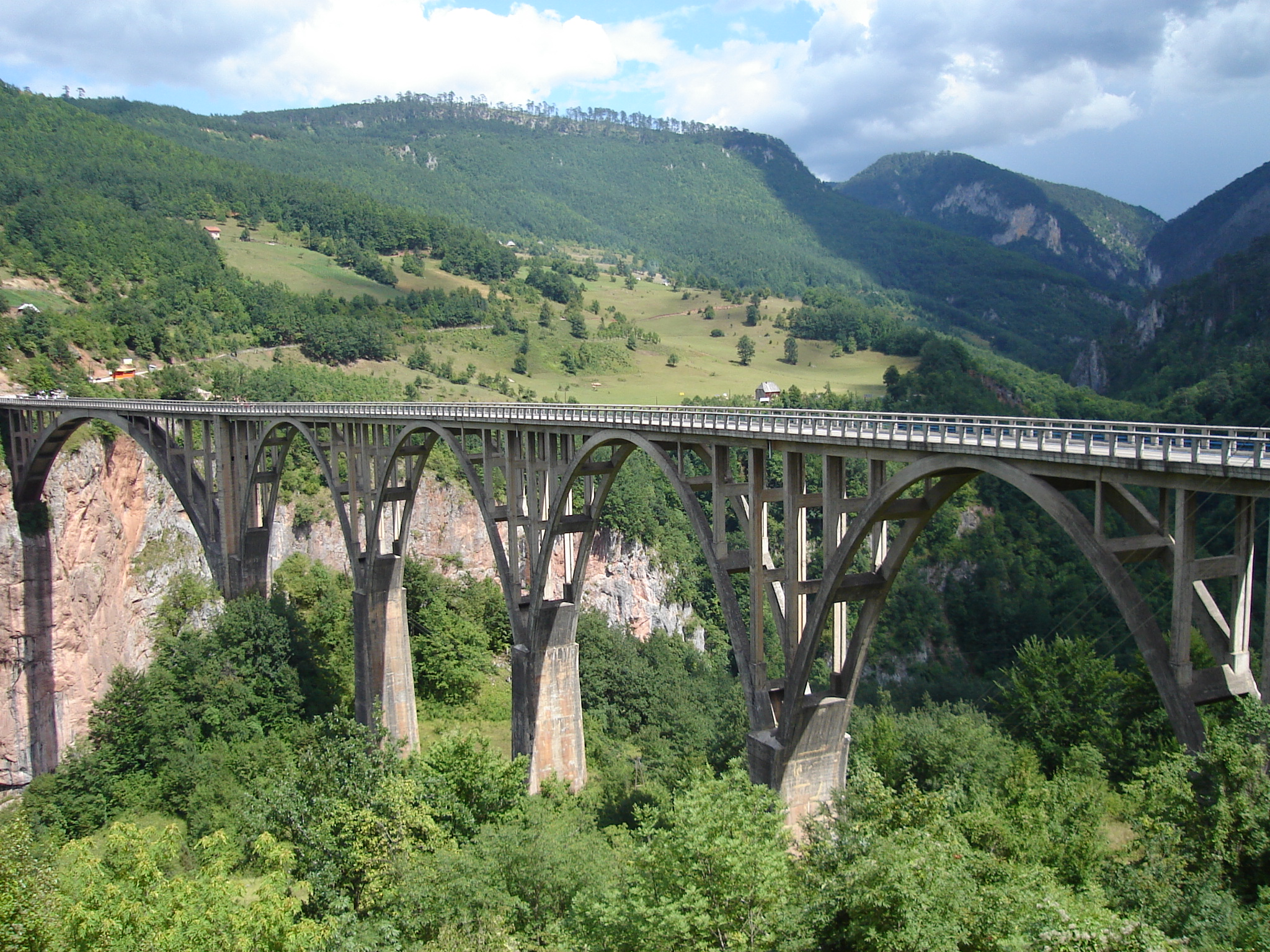
De Đurđevića-Tarabrug